# Gombodžab Cybikov
Gombodžab Cebekovič Cybikov (Urdo-Aga, Zabajkalska oblast, 20. travnja 1873. – Aginskoje, Burjatija, 20. rujna 1930.) (ruski: Гомбожаб Цэбекович Цыбиков, mongolski: Цэвэгийн Гомбожав), bio je istraživač, etnograf, orijentalist Ruskog Carstva i SSSR, profesor, predavao je na nekoliko sveučilišta.
Postao je poznatim kao prvi fotograf Lhase i središnjeg Tibeta. Opisuje putovanje na Tibet iz 1899. – 1902., što je prevedeno na nekoliko jezika.

## Vanjske poveznice
- (rus.) Цыбиков Гонбочжаб Цэбекович в Большой Советской Энциклопедии Gombožab Cybikov u Velikoj sovjetskoj enciklopediji
- (rus.) Андреев А. И. История первых фотографий Тибета и Лхасы.  Arhivirana inačica izvorne stranice od 28. listopada 2020. (Wayback Machine)
- (engl.) Lhasa and Central Tibet na stranicam sveučilišta Wisconsin
- (engl.) 22 photographic prints of Tsybikoff, G. Ts. na stranicam sveučilišta Wisconsin